# Ma il cielo è sempre blu
Ma il cielo è sempre blu è un singolo del supergruppo italiano Italian Allstars 4 Life, pubblicato l'8 maggio 2020.

## Descrizione
Si tratta di una speciale cover corale (registrata a distanza) del singolo Ma il cielo è sempre più blu in origine inciso da Rino Gaetano nel 1975 e contenuto nell'album Gianna e le altre... del 1990, inciso e pubblicato come singolo da cinquantacinque fra i più popolari cantanti e musicisti italiani, che hanno dato vita per l'occasione ad un supergruppo denominato Italian Allstars 4 Life a sostegno della Croce Rossa Italiana. Tra i partecipanti troviamo anche Alessandro Gaetano, nipote di Rino Gaetano.
Al testo originale è stata aggiunta una strofa inedita interpretata a tempo di rap per l'occasione da Marracash, Emis Killa e Fabri Fibra.
L’iniziativa benefica è stata ideata dal giornalista musicale Franco Zanetti sul sito Internet di Rockol, è concretizzata e guidata dai produttori Takagi & Ketra e Dardust e promossa da Amazon insieme alle principali associazioni industriali del settore musicale italiano, AFI, FIMI e PMI. Tutti i diritti della traccia saranno devoluti alla Croce Rossa Italiana per sostenere Il Tempo della Gentilezza, progetto a supporto delle persone più fragili colpite dall'emergenza Covid-19.
Il brano è uscito in anteprima su Amazon.com il 7 maggio 2020 e poi pubblicato il giorno seguente in download digitale su tutte le piattaforme musicali.

## Video musicale
Il videoclip diretto dal regista Mauro Russo viene trasmesso in anteprima il 7 maggio 2020 dopo il TG1 serale di Rai 1 e pubblicato il giorno seguente sul canale YouTube.

## Formazione
- Alessandra Amoroso
- Annalisa
- Arisa
- Baby K
- Claudio Baglioni
- Benji & Fede
- Loredana Bertè
- Boomdabash
- Carl Brave
- Michele Bravi
- Bugo
- Luca Carboni
- Simone Cristicchi
- Gigi d'Alessio
- Cristina d'Avena
- Fred de Palma
- Diodato
- Dolcenera
- Elodie
- Emma Marrone
- Fedez
- Giusy Ferreri
- Fabri Fibra
- Fiorello
- Alessandro Gaetano
- Francesco Gabbani
- Irene Grandi
- Il Volo
- Izi
- Paolo Jannacci
- J-Ax
- Emis Killa
- Levante
- Lo Stato Sociale
- Fiorella Mannoia
- Marracash
- Marco Masini
- Ermal Meta
- Gianni Morandi
- Fabrizio Moro
- Nek
- Noemi
- Rita Pavone
- Piero Pelù
- Max Pezzali
- Pinguini Tattici Nucleari
- Pupo
- Raf
- Eros Ramazzotti
- Francesco Renga
- Samuel
- Francesco Sarcina
- Saturnino
- Umberto Tozzi
- Ornella Vanoni
- Takagi & Ketra: produzione
- Dardust: produzione
- Pino Pinaxa: mixaggio

## Classifiche
| Classifica (2020) | Posizione massima |
| ----------------- | ----------------- |
| Italia            | 5                 |